# سر ميدان (زاز الشرقي)
سر میدان (بالفارسية: سرمیدان) هي قرية تقع في إيران في قسم زاز الشرقي الریفي.